# Corydalus cornutus
Corydalus cornutus là một loài côn trùng trong họ Corydalidae thuộc bộ Megaloptera. Loài này được Linnaeus miêu tả năm 1758.
Chúng sinh sống ở phần lớn phía đông Bắc Mỹ. Chúng là loài săn bắt các động vật xương sống ở con suối mà chúng sinh sống. Chúng thường được những người câu cá dùng làm mồi câu.

## Hình ảnh

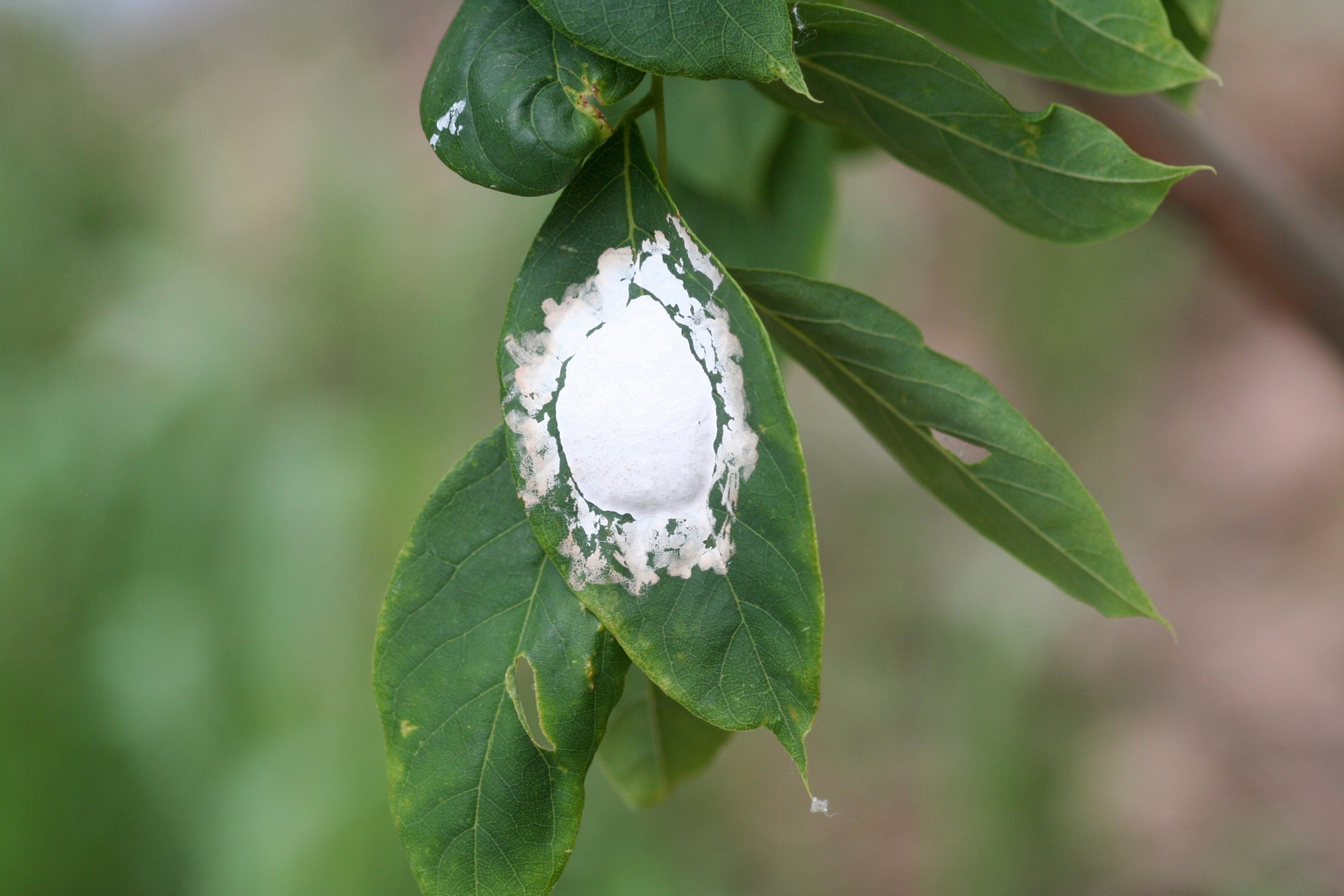
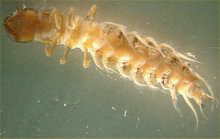
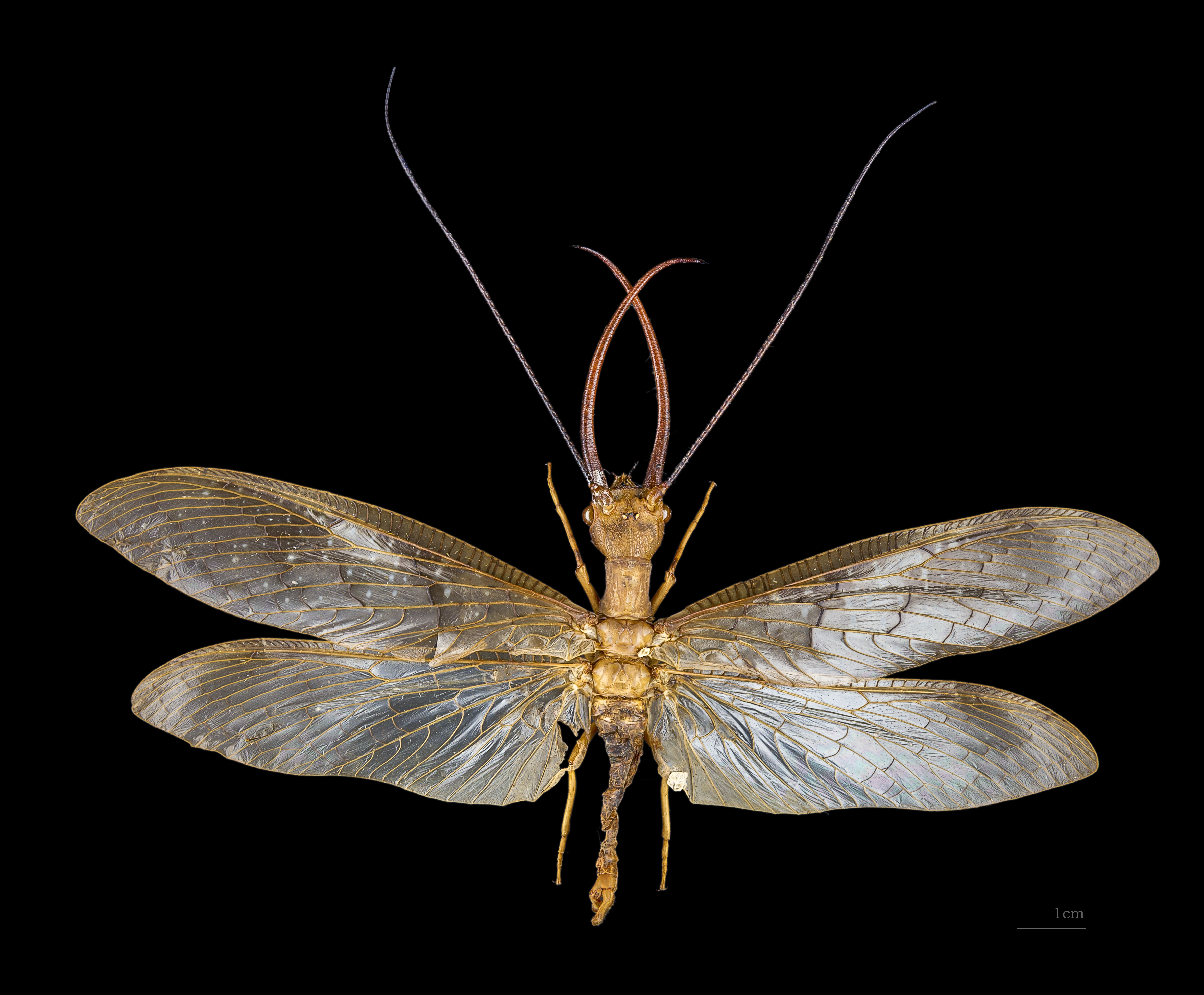
Imago ♀
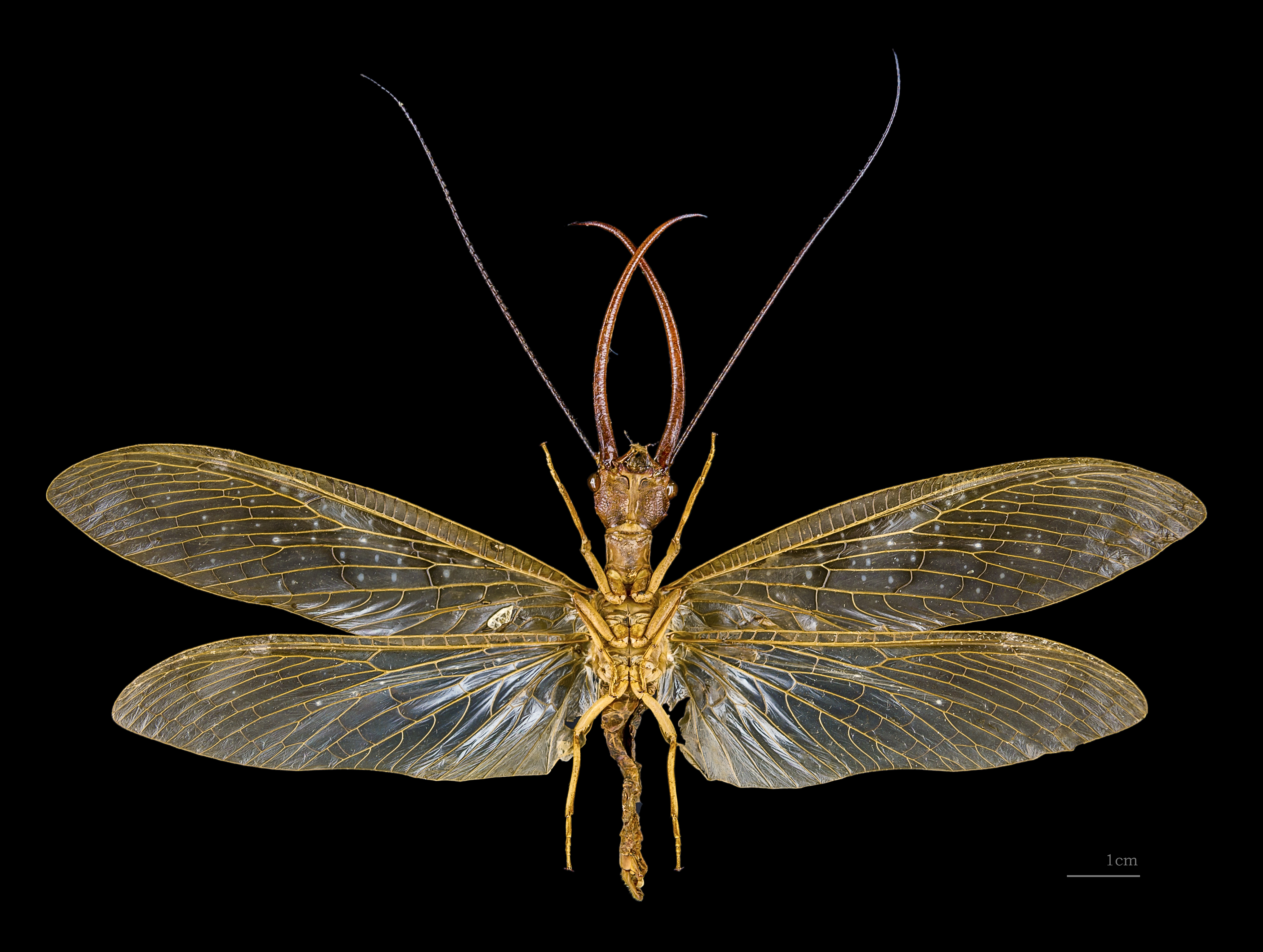
Imago △ ♀
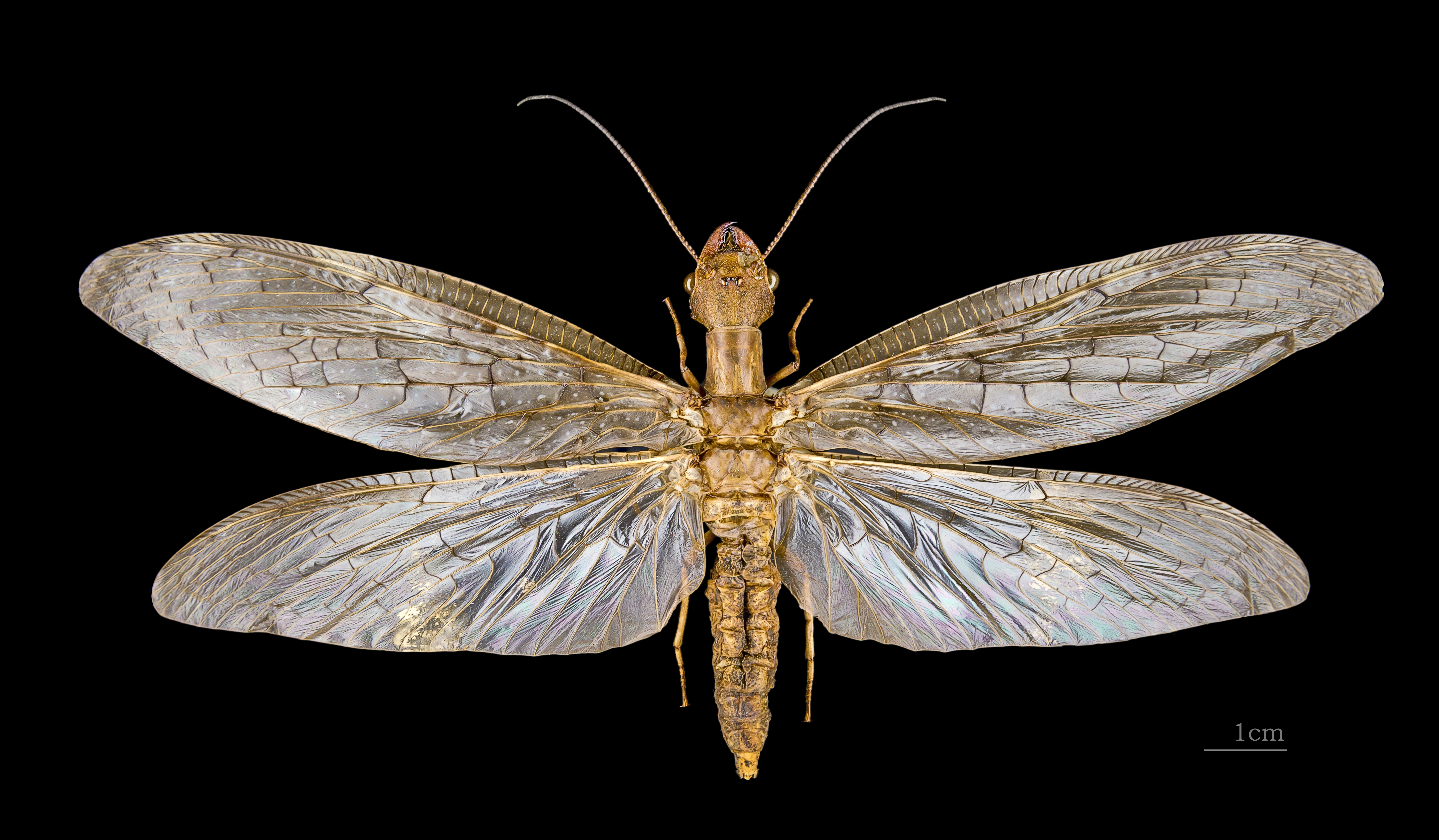
Imago ♂
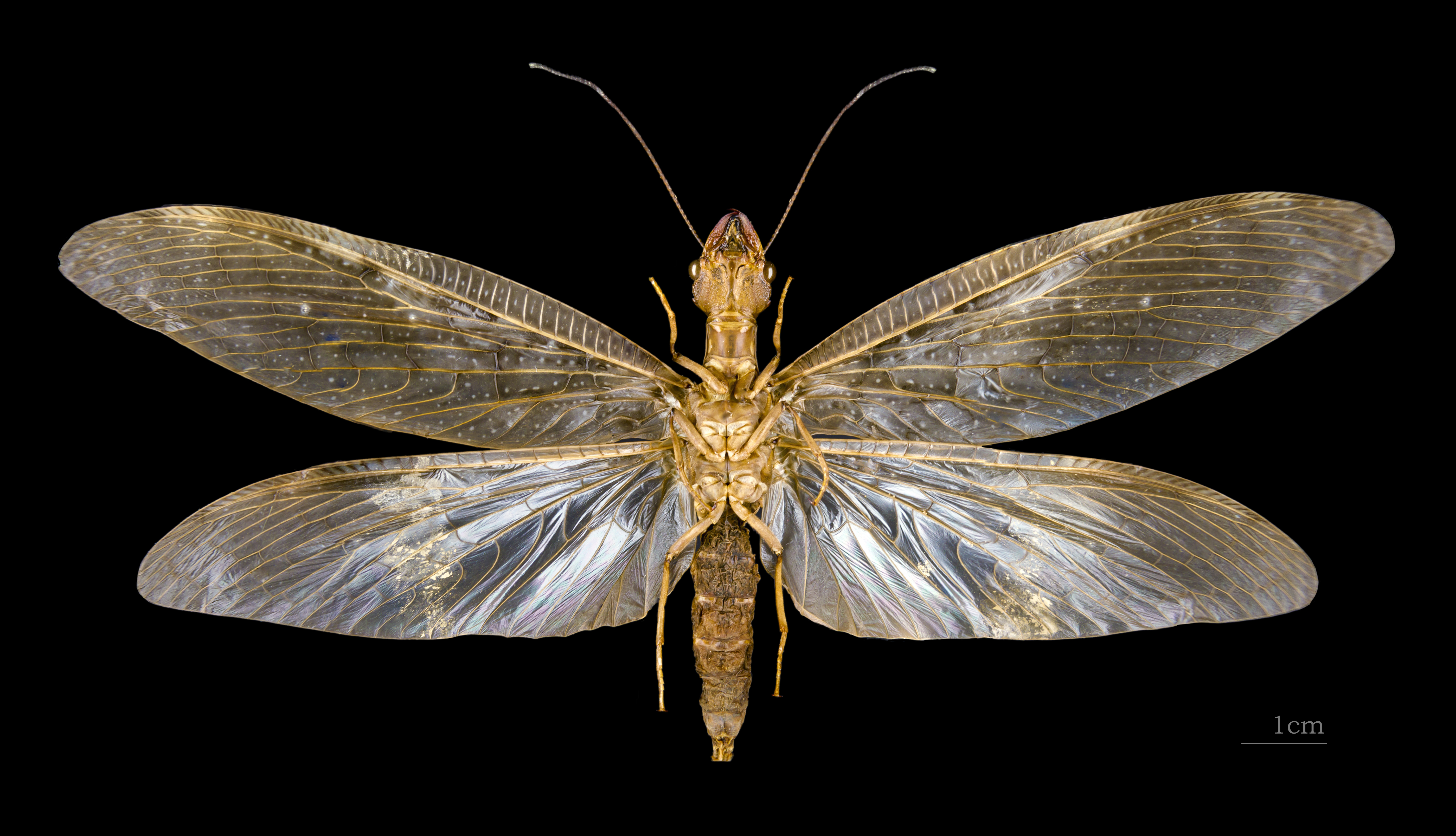
Imago △ ♂